# Kizzmekia Corbett
Kizzmekia (Kizzy) Shanta Corbett, född 26 januari 1986 i Hurdle Mills i norra North Carolina i USA, är en amerikansk immunolog vid Vaccine Research Center vid National Institute of Allergy and Infectious Diseases inom National Institutes of Health, i Bethesda i Maryland i USA.
Kizzy Corbett är dotter till Rhonda Brooks och växte upp med många styvsyskon och fostersyskon i småstaden Hillsborough i North Carolina. Hon gick ut Orange High School i Hillsborough 2004. Hon studerade biologi och sociologi på University of Maryland, Baltimore County med kandidatexamen 2008. Efter kandidatexamen var hon biologiinstruktör på National Institutes of Health  2006–2009. Efter detta studerade hon antikroppsreaktioner på denguevirus hos barn i Sri Lanka.
Hon disputerade 2014 i mikrobiologi och immunologi vid University of North Carolina at Chapel Hill och har därefter arbetat på Vaccine Research Center vid National Institute of Allergy and Infectious Diseases. Hon har 2020 varit forskningsledare för ett projekt vid National Institute of Health för att utveckla ett Covid-19-vaccin. Samarbete inleddes med Moderna och djurstudier inleddes 66 dagar efter det att virusets genoms sekvens blivit tillgänglig. Detta vaccin, mRNA-1273, blev  i december 2020 det andra coronavaccinet som godkändes av amerikanska Food and Drug Administration.